# Nikolaj Leskov
Nikolaj Semjonovitj Leskov (russisk: Николай Семёнович Лесков , født 16. februar 1831, død 5. marts 1895) var en russisk forfatter. Han er først og fremmest kendt for sine noveller, der regnes blandt de absolut bedste i russisk litteratur. Lady Macbeth fra Mcensk danner grundlag for Dmitrij Sjostakovitjs opera Katerina Ismajlova.